# Kościerzyn Wielki
Kościerzyn Wielki is een plaats in het Poolse district  Pilski, woiwodschap Groot-Polen. De plaats maakt deel uit van de gemeente Wyrzysk en telt 373 inwoners.